# Mycosyrinx globosa
Mycosyrinx globosa är en svampart som beskrevs av Vienn.-Bourg. 1952. Mycosyrinx globosa ingår i släktet Mycosyrinx och familjen Mycosyringaceae.   Inga underarter finns listade i Catalogue of Life.